# Kisbajcs
Kisbajcs is een plaats (község) en gemeente in het Hongaarse comitaat Győr-Moson-Sopron. Kisbajcs telt 764 inwoners (2001).